# Weltmeisterschaften im Gewichtheben 1982
Die 56. Weltmeisterschaften im Gewichtheben der Männer fanden vom 18. bis 26. September 1982 in der Hala Tivoli der jugoslawischen Stadt Ljubljana statt. Heute ist Ljubljana Hauptstadt von Slowenien. An den von der International Weightlifting Federation (IWF) im Zweikampf (Reißen und Stoßen) ausgetragenen Wettkämpfen nahmen 205 Gewichtheber aus 38 Nationen teil.

## Medaillengewinner

### Männer

#### Klasse bis 52 Kilogramm
Samstag: 18. September 1982
| Disziplin | Gold           | Gold         | Silber            | Silber   | Bronze            | Bronze   |
| --------- | -------------- | ------------ | ----------------- | -------- | ----------------- | -------- |
| Reißen    | Jacek Gutowski | 115,0 kg     | Hidemi Miyashita  | 110,0 kg | Lubomir Khadzhiev | 107,5 kg |
| Stoßen    | Stefan Leletko | 142,5 kg 000 | Yenia Sarandaliev | 137,5 kg | Lubomir Khadzhiev | 135,0 kg |
| Zweikampf | Stefan Leletko | 250,0 kg 000 | Yenia Sarandaliev | 245,0 kg | Jacek Gutowski    | 245,0 kg |

- Leletko bewältigte im Stoßen in einem zusätzlichen Versuch 143,5 kg.

#### Klasse bis 56 Kilogramm
Sonntag: 19. September 1982
| Disziplin | Gold                 | Gold         | Silber         | Silber   | Bronze       | Bronze   |
| --------- | -------------------- | ------------ | -------------- | -------- | ------------ | -------- |
| Reißen    | Anton Kodschabaschew | 125,0 kg 000 | Wu Shude       | 125,0 kg | Frank Mavius | 120,0 kg |
| Stoßen    | Anton Kodschabaschew | 155,0 kg 000 | Oksen Mirsojan | 152,5 kg | Andreas Letz | 147,5 kg |
| Zweikampf | Anton Kodschabaschew | 280,0 kg     | Oksen Mirsojan | 272,5 kg | Wu Shude     | 270,0 kg |

#### Klasse bis 60 Kilogramm
Montag: 20. September 1982
| Disziplin | Gold            | Gold     | Silber       | Silber   | Bronze          | Bronze   |
| --------- | --------------- | -------- | ------------ | -------- | --------------- | -------- |
| Reißen    | Andreas Behm    | 135,0 kg | Daniel Núñez | 132,5 kg | Jurik Sarkisjan | 132,5 kg |
| Stoßen    | Jurik Sarkisjan | 170,0 kg | Andreas Behm | 165,0 kg | Daniel Núñez    | 162,5 kg |
| Zweikampf | Jurik Sarkisjan | 302,5 kg | Andreas Behm | 300,0 kg | Daniel Núñez    | 295,0 kg |

#### Klasse bis 67,5 Kilogramm
Dienstag: 21. September 1982
| Disziplin | Gold         | Gold     | Silber       | Silber   | Bronze       | Bronze   |
| --------- | ------------ | -------- | ------------ | -------- | ------------ | -------- |
| Reißen    | Piotr Mandra | 150,0 kg | Virgil Dociu | 140,0 kg | Zhao Xinming | 135,0 kg |
| Stoßen    | Joachim Kunz | 177,5 kg | Piotr Mandra | 175,0 kg | Zhao Xinming | 170,0 kg |
| Zweikampf | Piotr Mandra | 325,0 kg | Virgil Dociu | 310,0 kg | Zhao Xinming | 305,0 kg |

#### Klasse bis 75 Kilogramm
Mittwoch: 22. September 1982
| Disziplin | Gold         | Gold         | Silber            | Silber   | Bronze                 | Bronze   |
| --------- | ------------ | ------------ | ----------------- | -------- | ---------------------- | -------- |
| Reißen    | Janko Russew | 157,5 kg 000 | Vladimir Mikhalev | 152,5 kg | Edward Kulis           | 150,0 kg |
| Stoßen    | Janko Russew | 207,5 kg 000 | Mintscho Paschow  | 207,5 kg | Karl-Heinz Radschinsky | 192,5 kg |
| Zweikampf | Janko Russew | 365,0 kg     | Mintscho Paschow  | 357,5 kg | Vladimir Mikhalev      | 345,0 kg |

- Pashov erzielte im Stoßen vorerst mit 207,5 kg einen neuen Weltrekord, den Russew im dritten Versuch auf 208,0 kg  verbesserte, aber auf Grund der 2,5-Kilogramm-Regel gingen 207,5 kg in die Zweikampfwertung ein.
- in zusätzlichen vierten Versuchen, verbesserte erst Pashov den Weltrekord im Stoßen auf 208,5 kg und anschließend Russew auf 209,0 kg
- Russew verbesserte im Zweikampf erst den Weltrekord auf 362,5 kg und dann auf 365,0 kg.

#### Klasse bis 82,5 Kilogramm
Donnerstag: 23. September 1982
| Disziplin | Gold         | Gold         | Silber          | Silber   | Bronze             | Bronze   |
| --------- | ------------ | ------------ | --------------- | -------- | ------------------ | -------- |
| Reißen    | Assen Slatew | 180,0 kg     | Alexander Perwi | 175,0 kg | Francisco Ferreira | 160,0 kg |
| Stoßen    | Assen Slatew | 220,0 kg 000 | Alexander Perwi | 217,5 kg | Horst Appel        | 195,0 kg |
| Zweikampf | Assen Slatew | 400,0 kg     | Alexander Perwi | 392,5 kg | Bertalan Mandzák   | 350,0 kg |

#### Klasse bis 90 Kilogramm
Freitag: 24. September 1982
| Disziplin | Gold           | Gold     | Silber             | Silber   | Bronze          | Bronze   |
| --------- | -------------- | -------- | ------------------ | -------- | --------------- | -------- |
| Reißen    | Blagoj Blagoew | 192,5 kg | Jurik Wardanjan    | 185,0 kg | Péter Baczakó   | 170,0 kg |
| Stoßen    | Blagoj Blagoew | 222,5 kg | Andrzej Piotrowski | 212,5 kg | Jurik Wardanjan | 210,0 kg |
| Zweikampf | Blagoj Blagoew | 415,0 kg | Jurik Wardanjan    | 395,0 kg | Frank Mantek    | 377,5 kg |

#### Klasse bis 100 Kilogramm
Samstag: 25. September 1982
| Disziplin | Gold               | Gold     | Silber             | Silber   | Bronze            | Bronze   |
| --------- | ------------------ | -------- | ------------------ | -------- | ----------------- | -------- |
| Reißen    | Juri Sacharewitsch | 195,0 kg | Viktor Sots        | 190,0 kg | Bruno Matykiewicz | 180,0 kg |
| Stoßen    | Viktor Sots        | 232,5 kg | Juri Sacharewitsch | 225,0 kg | Bruno Matykiewicz | 217,5 kg |
| Zweikampf | Viktor Sots        | 422,5 kg | Juri Sacharewitsch | 420,0 kg | Bruno Matykiewicz | 397,5 kg |

- Sacharewitsch bewältigte im Reißen 195,5 kg , aber auf Grund der 2,5-Kilogramm-Regel gingen 195,0 kg in die Zweikampfwertung ein.

#### Klasse bis 110 Kilogramm
Samstag: 25. September 1982
| Disziplin | Gold            | Gold     | Silber              | Silber   | Bronze          | Bronze   |
| --------- | --------------- | -------- | ------------------- | -------- | --------------- | -------- |
| Reißen    | Sergei Arakelow | 190,0 kg | Wjatscheslaw Klokow | 190,0 kg | Yordan Chalakov | 180,0 kg |
| Stoßen    | Sergei Arakelow | 237,5 kg | Wjatscheslaw Klokow | 237,5 kg | Anton Baraniak  | 230,0 kg |
| Zweikampf | Sergei Arakelow | 427,5 kg | Wjatscheslaw Klokow | 427,5 kg | Anton Baraniak  | 405,0 kg |

- Arakelow bewältigte im Stoßen in einem zusätzlichen Versuch 241,5 kg.

#### Klasse über 110 Kilogramm
Sonntag: 26. September 1982
| Disziplin | Gold               | Gold     | Silber             | Silber   | Bronze         | Bronze   |
| --------- | ------------------ | -------- | ------------------ | -------- | -------------- | -------- |
| Reißen    | Antonio Krastew    | 200,0 kg | Anatolij Pysarenko | 197,5 kg | Pavel Khek     | 192,5 kg |
| Stoßen    | Anatolij Pysarenko | 247,5 kg | Antonio Krastew    | 242,5 kg | Bohuslav Braum | 230,0 kg |
| Zweikampf | Anatolij Pysarenko | 445,0 kg | Antonio Krastew    | 442,5 kg | Bohuslav Braum | 420,0 kg |